# Rudolf Bollier
Rudolf Bollier (vollständiger Name: Johann Rudolf Bollier; * 17. Mai 1815 in Horgen; † 5. Februar 1855 ebenda) war ein Schweizer Politiker und Richter. Von 1848 bis 1849 gehörte er dem Nationalrat an, von 1846 bis 1854 war er Regierungsrat des Kantons Zürich.
Der Sohn eines Schuhmachers und Landwirts studierte 1834/35 Recht an der kurz zuvor eröffneten Universität Zürich. Im Jahr 1842 wurde er zum ausserordentlichen kantonalen Verhörrichter ernannt, 1845 zum Polizeirat. Bollier war ein treuer Anhänger von Alfred Escher und untersuchte 1846 «kommunistische Umtriebe» in den Bezirken Hinwil, Pfäffikon und Uster. Im selben Jahr wurde er in den Zürcher Regierungsrat gewählt. Im Oktober 1848 kandidierte er mit Erfolg bei den ersten Nationalratswahlen, trat aber bereits fünf Monate später als Vertreter des Wahlkreises Zürich-Süd zurück. Als er 1854 als Regierungsrat zurücktrat, liess er sich in den Kantonsrat wählen und begann als Seidenhändler zu arbeiten. Wenig später verstarb er im Alter von 39 Jahren.